# Lygosoma lanceolatum
Espèce
Lygosoma lanceolatum est une espèce de sauriens de la famille des Scincidae.

## Répartition
Cette espèce est endémique de l'archipel Bazaruto au Mozambique.

## Étymologie
Le nom spécifique lanceolatum vient du latin lanceolatus, lancéolé, en référence au long lobe d'oreille lancéolé caractéristique de ce saurien.

## Publication originale
- Broadley, 1990 : The herpetofaunas of the islands off the coast of south Mocambique. Arnoldia, vol. 9, no 35, p. 469-493.